# Robert Bruce Merrifield
Robert Bruce Merrifield (Fort Worth, EUA 1921 - Cresskill 2006) fou un bioquímic i professor universitari nord-americà guardonat amb el Premi Nobel de Química l'any 1984.

## Biografia
Va néixer el 15 de juliol de 1921 a la ciutat de Fort Worth, situada a l'estat nord-americà de Texas. Va estudiar química a la Universitat de Califòrnia de Los Angeles. L'any 1949 fou nomenat investigador auxiliar de l'Escola Mèdica i Docent de l'Institut Rockefeller, càrrec que desenvolupà fins al 1966, a partir d'aquell moment ocupà la càtedra de bioquímica en aquesta mateixa institució.
Merrifield morí el 14 de maig de 2006 a la seva residència de Cresskill, població situada a l'estat de Nova Jersey, després d'una llarga malaltia.

## Recerca científica
Inicialment realitzà treballs en la recerca de les pirimidines, especialment en la recerca d'un mètode de quantificació. Durant la seva estada a l'Institut Rockefeller va realitzar treballs sobre la síntesi química de pèptids en la fase sòlida de molècules d'aminoàcids i proteïnes.
L'any 1984 fou guardoant amb el Premi Nobel de Química pel desenvolupament d'un mètode simplificat i pràctic de produir pèptids i proteïnes.